# Romeo Amane
Akoua Romeo Amane (* 1. července 2003) je profesionální fotbalista z Pobřeží slonoviny, který hraje na pozici záložníka za rakouský klub SK Rapid Vídeň.

## Klubová kariéra
Amane vyrostl v Abidžanu a v roce 2017 ve věku 14 let začal hrát fotbal za klub ASEC Mimosas. Dne 28. listopadu 2021 přestoupil do švédského klubu BK Häcken. Svůj profesionální debut si s nimi odbyl 17. dubna 2022 při prohře 0:2 v Allsvenskan s IFK Göteborg.
Dne 16. ledna 2025 podepsal Amane smlouvu na čtyři a půl roku s Rapidem Vídeň.

## Styl hry
Amane je dynamický záložník, který tvrdě pracuje, má dobré přihrávky a vysoké fotbalové IQ. Inspiruje se hrou Andrése Iniesty.

## Úspěchy
BK Häcken
- Allsvenskan: 2022